# Eucallipterus tilicola
Eucallipterus tilicola är en insektsart. Eucallipterus tilicola ingår i släktet Eucallipterus och familjen långrörsbladlöss. Inga underarter finns listade i Catalogue of Life.